# Hippomedon minusculus
Hippomedon minusculus är en kräftdjursart. Hippomedon minusculus ingår i släktet Hippomedon och familjen Lysianassidae. Inga underarter finns listade i Catalogue of Life.